# Cet mac Mágach
Cet mac Mágach [kʴet mak 'maːɣax] ist der Name eines Helden aus der irischen Provinz Connacht, der im Ulster-Zyklus der keltischen Mythologie Irlands häufig genannt wird.

## Mythologie
In der Erzählung Scéla mucce Meic Dathó („Die Geschichte von Mac Dathós Schwein“) ist er bei einem Festmahl der Gegenspieler von Conall Cernach um den Heldenbissen. Die anderen anwesenden Ulter kann er zwar einschüchtern, muss sich aber geschlagen geben, als Conall ihm den abgeschnittenen Kopf eines anderen Connacht-Kriegers, Anlúan, an die Brust wirft.
„Aber er ist ja da!“ rief Conall, nahm Anlúans Kopf aus seinem Sack und warf ihn so heftig gegen Cets Brust, daß eine Mundvoll Blut über seine Lippen spritzte.
Als Conall Cernach einem Feind namens Mes Gegra den Kopf abgeschlagen und das Gehirn mit Kalk vermischt hatte, wirft Cet diesen steinharten Ball dem König Conchobor an den Kopf. Der Ball bleibt in der Stirn stecken und Conchobor stirbt bald darauf an dieser Verletzung. Diese Sage wird in Aided Chonchobuir („Conchobars Tod“) erzählt.
In einer Version der Remscéla (Vorerzählung zur Táin Bó Cuailnge) Compert Con Chulainn („Cú Chulainns Empfängnis“) ist es Cet, der dem Knaben Cú Chulainn seinen ersten Namen Setanta gibt.
Über den Tod Cets wird in der Erzählung Aided Cheit maic Mágach („Der Tod des Cet mac Mágach“) berichtet. Sein alter Feind Conall Cernach schlägt ihm im Zweikampf den Kopf ab, obwohl Cet seinen Gegner vorher schwer verwundet hat.